# NGC 7306
NGC 7306 is een spiraalvormig sterrenstelsel in het sterrenbeeld Zuidervis. Het hemelobject werd op 30 juli 1834 ontdekt door de Britse astronoom John Herschel.

## Synoniemen
- ESO 468-11
- MCG -5-53-14
- VV 832
- IRAS 22304-2730
- PGC 69132